# BDO Danmark
BDO er en af Danmarks største rådgivnings- og revisionsvirksomheder og 100 % danskejet og –ledet. Alle aktionærer er partnere og arbejder i virksomheden. Virksomheden tilbyder rådgivning, revision, regnskab og Business Support for det private og det offentlige marked. Herudover har de specialafdelingerne Indirect Tax, Tax Legal, Advisory samt Business Service & Outsourcing .
BDO har i samarbejde med Spar Nord Bank indstiftet erhvervsprisen Succesvirksomhed, som hvert år kårer 1.000 danske mindre eller mellemstore virksomheder, der kontinuerligt leverer solide finansielle resultater og opnår høj vækst.

## BDO i tal
BDO Danmark består af 34 kontorer rundt om i landet samt 1 kontor i Grønland. BDO Danmark har på landsplan mere end 1.800 medarbejdere. BDO Danmark er desuden en del af det internationale BDO netværk (BDO International) og har været det siden 1990. BDO netværket udgøres mere end 1700 kontorer i 166 lande verden rundt med ca. 115.000 medarbejdere på verdensplan (tal fra 2024.

## BDO's ledelse
BDO Danmark har eksisteret siden 1902, ledelsen har gennemgået tiden været:
Direktører gennem tiden:
- Frank Lau (01.10.2024 - nuværende)
- Stig Holst Hartwig (02.01.2012 - 30.09.2024)
- Jann Søndergaard Mikkelsen (01.10.2011 - 02.01.2012)
- Anders Heede (01.02.2008 - 01.10.2011)
- Jann Søndergaard Mikkelsen (01.11.2007 - 31.01.2008)
- Lisbet Thyge Frandsen (01.11.2002 - 31.10.2007)
- Torben Krag Nielsen (? - 01.11.2002)

Bestyrelsesformænd gennem tiden:
- Ole C. K. Nielsen (01.05.2024 - nuværende)
- Frank Lau (17.12.2021 - 01.05.2024)
- Jann Søndergaard Mikkelsen (14.12.2017 - 17.12.2021)
- Henrik Brünings (18.12.2007 - 14.12.2017)
- Poul-Erik Markfoged (28.05.2002 - 18.12.2007)
- Henning Kurt Nielsen (? - 28.05.2002)